# Ірпінь (патрульний катер)
«Ірпінь» (до 2024 року — ест. EML Roland) — патрульний катер типу «NAVY 18 WP», побудований для ВМС Естонії був спущений на воду 10 грудня 2020 року на Baltic Workboats у Насва. 26 квітня 2024 року був переданий Україні, введений до складу ВМС ЗС України — 2 травня 2024. Бортовий номер P182, названий на честь міста-героя Ірпінь у Київській області.